# Associazione Calcio Perugia 1986-1987
Questa voce raccoglie le informazioni riguardanti l'Associazione Calcio Perugia nelle competizioni ufficiali della stagione 1986-1987.

## Stagione
L'annata rappresentò una sorta di anno zero per il calcio perugino: già retrocesso sul campo in Serie C1 al termine del campionato di Serie B 1985-1986, nella successiva estate il Perugia rimase coinvolto anche nello scandalo del Totonero-bis che ne decretò la doppia retrocessione d'ufficio in C2, con l'aggravante di due punti di penalizzazione da scontare nel successivo torneo; il club biancorosso fu l'unico, tra le squadre coinvolte nell'inchiesta, a propendere per la retrocessione piuttosto di una forte penalizzazione in classifica.
Nello stesso ambito, la squalifica di cinque anni comminata al presidente Spartaco Ghini portò inoltre alla testa della società Salvatore Gadaleta, dirigente della Sicel, azienda della famiglia Ghini. Relegato nel volgere di pochi mesi all'ultimo livello del calcio professionistico, per l'imminente torneo di C2 il Perugia venne affidato alla guida dell'ex grifone Massimo Roscini, affiancato dal tecnico in seconda Antonio Ceccarini, anche lui ex giocatore del club; la rosa annoverava tra gli altri il portiere Graziano Vinti, perugino doc promosso quest'anno a titolare, il giovane difensore Giovanni Bia e i centrocampisti Carlo Valentini e Massimo Esposito.
Nonostante le intenzioni d'immediata risalita, l'impatto con la nuova realtà della quarta serie si rivelò abbastanza duro per la compagine umbra, sconfitta già all'esordio in casa dalla Vis Pesaro futura vincitrice del girone. La situazione non migliorò nel prosieguo delle partite e il Perugia finì presto per condurre un anonimo campionato di metà classifica. Quando le speranze di promozione erano già compromesse, neanche l'esonero di Roscini per far posto a Mario Colautti (nel mezzo, la breve reggenza dell'ex capitano Pierluigi Frosio) riuscì a dare una scossa all'ambiente, con l'undici perugino che continuò a stazionare a centro classifica, terminando infine la stagione al nono posto del girone C. Ancor più scevro di gloria il cammino in Coppa Italia, conclusosi effimeramente già al primo turno.
Tra le poche note positive dell'annata ci fu l'intuizione, da parte del nuovo tecnico Colautti, di puntare sempre più nella parte finale del torneo su di un giovane perugino doc cresciuto nel vivaio biancorosso, Fabrizio Ravanelli: promosso proprio in questa stagione in prima squadra, al suo debutto in campo professionistico l'attaccante siglò 5 reti in 26 presenze. La stagione ripropose inoltre il derby dell'Umbria contro la Ternana, inserita nello stesso girone dei perugini, dopo che la sfida mancava a livello ufficiale dalla Serie B 1973-1974: entrambe le partite di campionato contro i rossoverdi terminarono, senza vincitori, sull'1-1.

## Divise e sponsor
Per la stagione 1986-1987 il Perugia continuò a essere vestito dal fornitore tecnico Torello Sport; come sponsor di maglia debuttò invece Publiservice.
La squadra sfoggiò quell'anno un look molto sobrio: come divisa casalinga venne adottata una spartana maglia rossa senza personalizzazioni di alcun tipo; questa era abbinata a dei pantaloncini bianchi e a dei calzettoni rossi, realizzati in maniera altrettanto semplice. Per il completo da trasferta venne utilizzato lo stesso schema, ma a colori invertiti. Risultò degno di nota il classico grifone rampante, presente come da tradizione all'altezza del cuore, dipinto solo per quest'annata in un'insolita colorazione nera.
| Casa | Trasferta |

## Organigramma societario
Area direttiva
- Presidente: Salvatore Gadaleta

Area tecnica
- Direttore sportivo: Vittorio Galigani
- Allenatore: Massimo Roscini (1ª-25ª giornata), poi Pierluigi Frosio (26ª giornata), poi Mario Colautti (27ª-34ª giornata)
- Allenatore in seconda: Antonio Ceccarini

Area sanitaria
- Massaggiatore: Renzo Luchini

## Rosa
| N. |                   | Ruolo | Calciatore                    |
| -- | ----------------- | ----- | ----------------------------- |
|    | Italia (bandiera) | P     | Graziano Vinti                |
|    | Italia (bandiera) | D     | Giovanni Bia                  |
|    | Italia (bandiera) | D     | Marco Gori                    |
|    | Italia (bandiera) | C     | Massimo Esposito              |
|    | Italia (bandiera) | C     | Pasquale Logarzo              |
|    | Italia (bandiera) | C     | Carlo Valentini               |
|    | Italia (bandiera) | A     | Fabrizio Ravanelli            |
|    | Italia (bandiera) | D     | Maurizio Benedetti (capitano) |
|    | Italia (bandiera) | D     | Marco Bertolucci              |
|    | Italia (bandiera) | A     | Gianni Boccia                 |

| N. |                   | Ruolo | Calciatore              |
| -- | ----------------- | ----- | ----------------------- |
|    | Italia (bandiera) |       | Burini                  |
|    | Italia (bandiera) | C     | Paolo Falasconi         |
|    | Italia (bandiera) | D     | Italo Franceschini      |
|    | Italia (bandiera) | P     | Maurizio Carbonari      |
|    | Italia (bandiera) | A     | Angelo Raffaele Mariano |
|    | Italia (bandiera) | D     | Fabrizio Nofri Onofri   |
|    | Italia (bandiera) | C     | Stefano Perugini        |
|    | Italia (bandiera) | C     | Fabrizio Spagnuolo      |
|    | Italia (bandiera) | C     | Paolo Vinceti           |

## Risultati

### Campionato

#### Girone di andata
| 21 settembre 1986 1ª giornata | Perugia | 0 – 1 | Vis Pesaro |  |

| 28 settembre 1986 2ª giornata | Angizia Luco | 0 – 1 | Perugia |  |

| 5 ottobre 1986 3ª giornata | Perugia | 0 – 1 | Ravenna |  |

| 12 ottobre 1986 4ª giornata | Bisceglie | 2 – 1 | Perugia |  |

| 19 ottobre 1986 5ª giornata | Perugia | 0 – 0 | Francavilla |  |

| 26 ottobre 1986 6ª giornata | Fidelis Andria | 1 – 1 | Perugia |  |

| 2 novembre 1986 7ª giornata | Casarano | 0 – 0 | Perugia |  |

| 9 novembre 1986 8ª giornata | Perugia | 1 – 0 | Pro Italia Galatina |  |

| 16 novembre 1986 9ª giornata | Lanciano | 1 – 0 | Perugia |  |

| 23 novembre 1986 10ª giornata | Perugia | 1 – 0 | Maceratese |  |

| 30 novembre 1986 11ª giornata | Civitanovese | 0 – 0 | Perugia |  |

| 7 dicembre 1986 12ª giornata | Perugia | 2 – 0 | Matera |  |

| 14 dicembre 1986 13ª giornata | Forlì | 0 – 0 | Perugia |  |

| 21 dicembre 1986 14ª giornata | Perugia | 1 – 1 | Ternana |  |

| 4 gennaio 1987 15ª giornata | Jesi | 1 – 0 | Perugia |  |

| 11 gennaio 1987 16ª giornata | Giulianova | 1 – 1 | Perugia |  |

| 18 gennaio 1987 17ª giornata | Perugia | 5 – 0 | Cesenatico |  |

#### Girone di ritorno
| 25 gennaio 1987 18ª giornata | Vis Pesaro | 2 – 0 | Perugia |  |

| 1º febbraio 1987 19ª giornata | Perugia | 1 – 1 | Angizia Luco |  |

| 8 febbraio 1987 20ª giornata | Ravenna | 1 – 0 | Perugia |  |

| 15 febbraio 1987 21ª giornata | Perugia | 2 – 1 | Bisceglie |  |

| 22 febbraio 1987 22ª giornata | Francavilla | 2 – 1 | Perugia |  |

| 1º marzo 1987 23ª giornata | Perugia | 0 – 3 | Fidelis Andria |  |

| 8 marzo 1987 24ª giornata | Perugia | 0 – 0 | Casarano |  |

| 15 marzo 1987 25ª giornata | Pro Italia Galatina | 1 – 1 | Perugia |  |

| 29 marzo 1987 26ª giornata | Perugia | 2 – 0 | Lanciano |  |

| 5 aprile 1987 27ª giornata | Maceratese | 0 – 0 | Perugia |  |

| 18 aprile 1987 28ª giornata | Perugia | 2 – 1 | Civitanovese |  |

| 26 aprile 1987 29ª giornata | Matera | 0 – 2 | Perugia |  |

| 3 maggio 1987 30ª giornata | Perugia | 3 – 0 | Forlì |  |

| 17 maggio 1987 31ª giornata | Ternana | 1 – 1 | Perugia |  |

| 24 maggio 1987 32ª giornata | Perugia | 1 – 0 | Jesi |  |

| 31 maggio 1987 33ª giornata | Perugia | 0 – 0 | Giulianova |  |

| 7 giugno 1987 34ª giornata | Cesenatico | 2 – 2 | Perugia |  |